# Иннерткирхен
Иннерткирхен (нем. Innertkirchen) — коммуна в Швейцарии, в кантоне Берн недалеко от перевала Зустенпасс.
До 2009 года входила в состав округа Оберхасли, с 2010 года входит в Интерлакен-Оберхасли. Население составляет 911 человек (на 31 декабря 2006 года). Официальный код — 0784.
В состав коммуны входит населённый пункт Энгстленальп, с 2014 года — бывшая коммуна Гадмен.

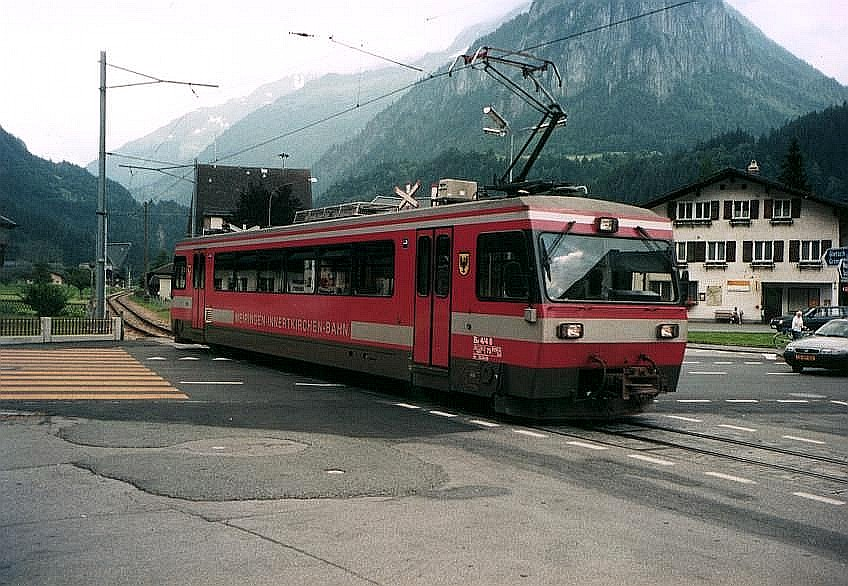
Иннерткирхен